# 第三次領土拡大遠征凱旋記念 国王生誕祭
『第三次領土拡大遠征凱旋記念 国王生誕祭』（だいさんじりょうどかくだいえんせいがいせんきねん こくおうせいたんさい）は、Sound Horizonの4作目のDVD作品。Blu-ray作品としては1作目となる。2009年12月9日にキングレコードから発売された。

## 概要
2009年に行われたSound Horizonのライブツアー「Sound Horizon Live Tour 2009 第三次領土拡大遠征」の集大成となる「第三次領土拡大遠征凱旋記念 国王生誕祭」の2日分の公演を映像化したもの。
2日分の内容をDVD4枚組で収録した「第三次領土拡大遠征凱旋記念 国王生誕祭 コンプリートDVDボックス」と、2日分の内容を分けて発売したDVD2枚組もしくはBlu-ray1枚組の「第三次領土拡大遠征凱旋記念 国王生誕祭 2009.06.26」「第三次領土拡大遠征凱旋記念 国王生誕祭 2009.06.27」がある。

## 収録曲

### Disc1（2009.06.26 Disc1）
1. 凱旋オープニングテーマ
2. 争いの系譜
3. 石畳の緋き悪魔
4. 侵略する者される者
5. Invaded...'09
6. 天使の彫像
7. 神々が愛した楽園 〜Belle Isle〜
8. 死と嘆きと風の都 〜Ιλιον〜
9. 神話 〜Μυθοζ〜
10. 11文字の伝言
11. 冬の伝言
12. 屋根裏の少女
13. 緋色の花
14. エルの天秤
15. エルの肖像
16. エルの絵本【笛吹き男とパレード】

### Disc2（2009.06.26 Disc2）
1. schwarzweiß 〜霧の向こうに繋がる世界〜
2. Ark
3. 緋色の風車
4. 遺言

### Disc3（2009.06.27 Disc1）
1. 凱旋オープニングテーマ
2. 冥王 〜θανατοζ〜
3. 冥王の壊れたマリオネット
4. 人生は入れ子人形 〜Mатрёшка〜
5. 終端の王と異世界の騎士 〜The Endia & The Knights
6. 奴隷市場 〜Δουλοι〜
7. 遥か地平線の彼方へ 〜Οριξονταζ〜
8. 蒼と白の境界線
9. 奴隷達の英雄 〜Ελευσευζ〜
10. 黄昏の賢者
11. 海の魔女
12. 檻の中の遊戯
13. 星屑の革紐
14. 朝と夜の物語
15. 海を渡った征服者達
16. 見えざる腕

### Disc4（2009.06.27 Disc2）
1. 黒の予言書
2. ＜ハジマリ＞のクロニクル
3. 緋色の風車
4. 遺言